# Maha Kali
Maha Kali es un EP de la banda sueca de black metal Dissection. Fue el primer lanzamiento después de la reestructuración de la banda, poco después de que Jon Nödtveidt fuera liberado de prisión. Este EP representa el cambio de estilo de la banda, desde el black metal melódico hasta un sonido de death metal melódico de Gothenburg.
El nombre del álbum es una referencia a la diosa hindú Kali, y la portada del álbum es una representación de dicha diosa.

## Lista de canciones
| N.º | Título                         | Duración |  |
| 1.  | «Maha Kali»                    | 6:01     |  |
| 2.  | «Unhallowed» (Rebirth Version) | 6:06     |  |

## Créditos y personal
- Jon Nödtveidt – voz, guitarra
- Set Teitan – guitarra
- Brice LeClercq – bajo
- Tomas Asklund – batería

- Datos: Q1187429